# Talha Ülvan
Talha Ülvan (* 20. April 2001 in Hasselt, Belgien) ist ein türkischer Fußballspieler, der als rechter Verteidiger für den türkischen Verein Fatih Karagümrük SK spielt.

## Karriere

### Verein
Ülvan wurde in Hasselt geboren und besitzt sowohl die belgische als auch die türkische Staatsbürgerschaft. Seine Karriere begann er in der Jugendverein von Oud-Heverlee Löwen. Januar 2022 wechselte Ülvan zum türkischen Verein Samsunspor. Nach nur einem Einsatz verließ er den Verein und schloss sich im August 2022 dem Süper-Lig-Klub Giresunspor an.
Im Juli 2024 unterschrieb Ülvan einen Vertrag bei Fatih Karagümrük SK.

### Nationalmannschaft
Ülvan wurde 2020 einmal für die 
türkische U19-Nationalmannschaft nominiert.